# Marie Arena
Marie Arena (Bergen, 17 december 1966) is een voormalig Belgische politica voor de Parti Socialiste (PS).

## Levensloop
Marie Arena, dochter van Italiaanse immigranten, behaalde in 1988 een licentiaat in de toegepaste economische wetenschappen aan het FUCaM in Bergen. Haar eerste werkervaring deed ze op bij de uitgeversmaatschappij Contrejour in Parijs. Daarna ging ze in 1990 aan de slag bij de Forem, de Waalse dienst voor arbeidsbemiddeling en beroepsopleiding. Ze was daar verantwoordelijk voor internationale betrekkingen en vooral voor het verkrijgen van Europese subsidies voor ontwikkelingsprojecten in Henegouwen. Ze werkte ook mee aan projecten van de Europese Unie over werkgelegenheid en beroepsopleiding.
Arena's politieke carrière begon in juli 1999 als adviseur op het kabinet van Michel Daerden (PS), minister van Werkgelegenheid, Vorming en Huisvesting in de Waalse Regering. Ze werd er opgemerkt door PS-voorzitter Elio Di Rupo, die haar in april 2000 aanstelde als minister van Tewerkstelling en Vorming in de Waalse regering, een ambt dat ze bekleedde tot in juli 2003. Als Waals minister was ze verantwoordelijk voor de operationele uitrol van het Toekomstcontract voor Wallonië en sloot ze een nieuw beheerscontract met de Forem. 
In 2003 werd Arena voor de kieskring Henegouwen verkozen in de Kamer van volksvertegenwoordigers. Ze bleef deze functie uitoefenen tot in 2010, weliswaar onderbroken door de periodes waarin ze minister was. In juli 2003 maakte ze de overstap naar de federale regering, waar ze minister van Ambtenarenzaken, Maatschappelijke Integratie, Grote Steden, Gelijke Kansen en Interculturele Dialoog werd in de regering-Verhofstadt II. Na de regionale verkiezingen van 2004 verliet ze deze regering alweer. Vervolgens was ze van juli 2004 tot maart 2008 minister-president van de Franse Gemeenschapsregering, bevoegd voor Onderwijs voor Sociale Promotie, en van juli 2004 tot juli 2007 minister van Opleiding in de Waalse Regering. Als minister-president van de Franse Gemeenschap liet Arena Strategisch Contract voor het Onderwijs redigeren, die een ambitieuze toekomstvisie voor het Franstalige onderwijs moest vormgeven. 
Ondertussen was Arena op lokaal gebied vanaf begin 2001 actief als gemeenteraadslid van Binche. In maart 2008 nam ze ontslag en verliet ze de gemeentepolitiek van Binche om naar het Brusselse Vorst te verhuizen, waar ze van 2012 tot 2018 ook in de gemeenteraad zetelde. Nog in maart 2008 keerde Marie Arena terug naar het federale niveau. Ze werd minister van Maatschappelijke Integratie, Pensioenen en Grote Steden in de regering-Van Rompuy. Bij de herschikking van de federale regering in juli 2009, verdween Arena uit de regering. Michel Daerden werd de nieuwe minister van Pensioenen. De bevoegdheid Maatschappelijke Integratie werd toegewezen aan Philippe Courard, de nieuwe staatssecretaris van de PS.
Van 2010 tot 2014 zetelde Arena als rechtstreeks gekozen senator in de Senaat, waar ze zich toelegde op gelijkheid tussen vrouwen en mannen, humanitaire kwesties, internationale vraagstukken en de aanpak van geweld op vrouwen. Daarna zetelde Marie Arena van 2014 tot 2024 in het Europees Parlement. Ze was er in de legislatuur 2014-2019 onder meer lid van de commissies voor internationale handel en voor de rechten van de vrouw en gendergelijkheid en werd in de zittingsperiode 2019-2024 lid van de commissies buitenlandse zaken en milieubeheer, volksgezondheid en voedselveiligheid. Ook was ze er van 2019 tot 2023 voorzitter van subcommissie Mensenrechten. Bij de Europese verkiezingen van juni 2024 was Marie Arena geen kandidaat meer. 
Marie Arena heeft twee kinderen.

### Renovatie ambtswoning
In 2004 kwam Arena in opspraak nadat ze haar ambtswoning voor een buitensporig bedrag liet renoveren. Bovendien leek ook sprake van belangenvermenging.

### Qatargate
In het Europees Parlement was Arena voorzitter van de subcommissie Mensenrechten van het Europees Parlement. In december 2022 werd een van haar medewerkers het voorwerp van een onderzoek naar corruptie in het Europees Parlement en pogingen tot beïnvloeding van de besluitvorming door Qatar, waardoor Arena besloot om tijdelijk een stap opzij te zetten  uit haar functie van commissievoorzitter.
Arena zelf werd in eerste instantie niet geviseerd in het onderzoek, al werden er wel vragen gesteld bij haar goede banden met Pier Antonio Panzeri, een van de hoofdverdachten in Qatargate, en was er ook sprake van politieke beïnvloeding in vergaderingen van de subcommissie Mensenrechten. Omdat Arena hierdoor imagoschade leed, besloot ze in januari 2023 definitief op te stappen als voorzitter van de subcommissie.
Enkele maanden later, in juli 2023, werden bij Arena huiszoekingen uitgevoerd en een maand later raakte bekend dat er voor 280.000 euro aan contant geld was gevonden in het appartement van haar zoon. Na ongeveer een jaar eerder te zijn verhoord, werd Arena in januari 2025 officieel in verdenking gesteld voor betrokkenheid bij Qatargate, waarbij ze verdacht werd van lidmaatschap van een criminele organisatie. Nog in januari 2025 raakte bekend dat Arena in nasleep van Qatargate haar lidmaatschap van de PS had opgezegd en niet meer actief was in de partij.

## Ereteken
- 2019: Grootkruis in de Orde van Leopold II[7]